# Estación de Prado del Espino
Prado del Espino es una estación de la línea ML-3 del Metro Ligero Oeste situada en la calle Labradores, dentro del polígono industrial Prado del Espino de Boadilla del Monte. Abrió al público el 27 de julio de 2007.
Su tarifa corresponde a la zona B2 según el Consorcio Regional de Transportes.

## Accesos
- Prado del Espino C/ Labradores, s/n

## Líneas y conexiones

### Metro Ligero
| << cabecera    | < estación        | línea | estación > | cabecera >>        |
| -------------- | ----------------- | ----- | ---------- | ------------------ |
| Colonia Jardín | Ventorro del Cano |       | Cantabria  | Puerta de Boadilla |

### Autobuses
| Diurnos |                                               |                                                                             |                  |
| Línea   | Destino                                       | Parada                                                                      | Operador         |
| 574     | Boadilla del Monte (por la ciudad financiera) | 15648 Av. Prado del Espino-Impresores (s/n) (sentido avenida de Cantabria)  | Empresa Boadilla |
| 574     | Madrid (Aluche)                               | 15576 Av. Prado del Espino-Impresores (s/n) (sentido carretera de Boadilla) | Empresa Boadilla |